# Николаєвка
Никола́євка (болг. Николаевка) — село у Варненській області Болгарії. Входить до складу общини Суворово.

## Населення
За даними перепису населення 2011 року у селі проживали 436 осіб.
Національний склад населення села:
| Національність   | Кількість осіб | Відсоток |
| ---------------- | -------------- | -------- |
| болгари          | 353            | 81,5%    |
| цигани           | 52             | 12,0%    |
| турки            | 10             | 2,3%     |
| інша             | 13             | 3,0%     |
| не визначились   | 5              | 1,2%     |
| Всього відповіли | 433            |          |

Розподіл населення за віком у 2011 році:
Динаміка населення:

## Уродженці
- Петар Костадінов Динов (1864—1944) − філософ, засновник релігійно-філософської доктрини.